# Howard Pollack
Howard Pollack (* 17. März 1952 in Brooklyn, New York) ist ein US-amerikanischer Pianist und Musikwissenschaftler.

## Leben
Pollack begann sein Klavierstudium bei Jennie Glickman an der James Madison High School in Brooklyn und setzte es bei John Kollen und Eugene Bossart an der University of Michigan fort, wo er 1973 seinen Bachelor of Music erhielt. Daneben besuchte er 1970 einen Kurs bei Adele Marcus beim Aspen Music Festival. Er beendete seine Studien mit einem Master of Arts (1977) und einen Ph.D. (1981) in Musikwissenschaft an der Cornell University, wo er bei William Austin mit einer Arbeit über Walter Piston and His Music promovierte. Außerdem studierte er Komposition bei Samuel Adler in Rochester (New York). 
Anschließend lehrte er am Rochester Institute of Technology, an der Cornell University und am Empire State College in Saratoga Springs (New York). 1987 ging er an die Moores School of Music der University of Houston und erhielt dort 2005 eine Professur.

## Auszeichnungen
Pollack erhielt den Deems Taylor Award der American Society of Composers, Authors and Publishers (2000) und den Irving Lowens Award der Society for American Music (2001) sowie einen weiteren Deems Taylor Award für seine Monographie über George Gershwin (2008). 

## Bücher
- Walter Piston, 1982
- Harvard Composers: Walter Piston and his Students, from Elliott Carter to Frederic Rzewski, Scarecrow Press 1992
- mit Claus Reschke, German Literature and Music: An Aesthetic Fusion 1890–1989, München: W. Fink 1992 (= Houston German Studies, Vol. 8); ISBN 3-7705-2789-5
- John Alden Carpenter: A Chicago Composer, Chicago: University of Illinois Press 1995; ISBN 978-0252070143 (Digitalisat)
- Aaron Copland: The Life and Work of an Uncommon Man, 1999
- George Gershwin: His Life and Work, University of California Press, 2006; ISBN 978-0-520-24864-9
- Marc Blitzstein: His Life, His Work, His World, Oxford University Press, 2012